# スパークリング☆ポイント
スパークリング☆ポイントは、NORTHERN MUSIC、White Dreamに所属していた3人組ボーカルユニット。3人共鹿児島県奄美大島出身。2003年11月に結成。2009年6月に解散発表。通称、スパポイ、スパクリ。

## メンバー
- 亜衣里（AIRI,1987年12月10日 - ）（本名：田中亜衣里（たなか・あいり））
  - 鹿児島県奄美市出身

- 明日香（ASUKA,1988年2月11日 - ）（本名：里明日香（さと・あすか））
  - 鹿児島県奄美市出身

- 梓（AZUSA,1988年12月4日 - ） （本名：満梓（みつ・あずさ））
  - 鹿児島県大島郡大和村出身

## 来歴
- 2003年11月23日、徳之島委員会とビーイング内の音楽事務所LOOPが共同で奄美群島徳之島にある徳之島文化会館で開催し、奄美群島在住の歌手希望者約50名が参加した、ボーカリストオーディション「Power of　Dream」。同オーディションで明日香がグランプリに選ばれる。なお、明日香を含めた計5人が入賞した。（その他の賞は準グランプリや審査員特別賞など）亜衣里と梓は入賞を逃したが、審査員の評価が高かったため声がかかり、3人でスパークリング☆ポイントを結成。デビューへ向けて、奄美大島のライブハウスでレッスンを行っていた。
- 2004年9月1日「Hey Hey Baby! You're NO.1!」でデビュー。
- 2005年、「毎日アドベンチャー」リリースを機に、関東でもイベントやライブを行うようになった。
- 2006年、GIZA studioの先輩アーティスト、愛内里菜&三枝夕夏のコラボユニットにコーラスとして参加。テレビ出演を果たした。また、それまでは明日香がセンターを務めていたが、『キミキラSunshine』では設けられず、『恋の1-2-3』からは梓がセンターへと変わっていった。
- 2007年、所属レーベルをGIZA studioからNORTHERN MUSICへ移籍。同レーベルでシングル1枚とアルバム1枚をリリース。その後、奄美大島での凱旋ライブを行った。しかし、同ライブを最後に、CDのリリース情報やライブ情報といった表立った活動が更新されなくなる。尚、唯一レギュラー番組だったネットラジオの「スパくる」は継続されていた。
- 2008年3月28日から梓のソロ活動がスタート。梓以外は表立った活動がなく、ブログのみを更新するという形がしばらく続いていた。表立った活動はネットラジオの「スパくる」のみだった。しかし、同年の秋頃、同ネットラジオが終了。同じ頃、亜衣里のブログ更新が停止する。それ以降は、梓がメイン、明日香が時々という形でのブログ更新となっていた。
- 2009年、2月の誕生日を最後に明日香のブログ更新が停止する。これ以降梓のみがブログを更新という形になる。
- 2009年6月2日、公式サイトと公式ブログにおいて、解散が発表された。解散後、梓はレーベル移籍し、2010年7月21日に「azusa」としてポニーキャニオンよりシングル『i Love』で再デビュー。スパークリング☆ポイント時代を超えるヒットを連発してブレイクする。明日香は事務所を移籍し、都内でのライブ活動を中心にソロで活動している。梓と明日香は解散後も互いのライブに行き来したり、それぞれのブログに一緒に撮影した写真を掲載するなど親交があるようである。その後、2011年5月28日、明日香は公式ブログにて「私は歌とは別に新たに新しい目標が見つかりました。これから、その目標に向かって頑張ろうと決心しました。」というコメントが掲載された。以降、明日香と亜衣里は活動休止状態である。
- 2013年11月6日、梓が自身のブログで活動休止を発表し、三人とも活動休止状態となった。

## ディスコグラフィー

### シングル
| 枚   | 発売日         | タイトル                   | 規格品番  | 楽曲制作                                                               |
| ---- | -------------- | -------------------------- | --------- | ---------------------------------------------------------------------- |
| 1st  | 2004年9月1日   | Hey Hey Baby! You're NO.1! | GZCA-4011 | 作詞：スパークリング☆ポイント 作曲：大野愛果 編曲：豆田将              |
| 2nd  | 2004年11月3日  | So stay together           | GZCA-4026 | 作詞：スパークリング☆ポイント 作曲：大野愛果 編曲：小澤正澄            |
| 3rd  | 2005年2月23日  | Have a good time!          | GZCA-4034 | 作詞：スパークリング☆ポイント 作曲：徳永暁人 編曲：徳永暁人            |
| 4th  | 2005年6月8日   | トロピカルビーチ           | GZCA-4044 | 作詞：スパークリング☆ポイント 作曲：大野愛果 編曲：night clubbers      |
| 5th  | 2005年10月19日 | 毎日アドベンチャー         | GZCA-4051 | 作詞：スパークリング☆ポイント 作曲：三好誠 編曲：大賀好修              |
| 6th  | 2006年1月25日  | 卒業〜虹色DAYS〜           | GZCA-4062 | 作詞：スパークリング☆ポイント 作曲：徳永暁人 編曲：小澤正澄            |
| 7th  | 2006年6月14日  | キミキラSunshine           | GZCA-7074 | 作詞：スパークリング☆ポイント 作曲：大野愛果 編曲：Dr. SHINGO          |
| 8th  | 2006年10月25日 | 恋の1-2-3                  | GZCA-7080 | 作詞：スパークリング☆ポイント 作曲：大野愛果 編曲：松田純一 for B.R.G. |
| 9th  | 2007年3月7日   | さよならのかわりに         | GZCA-4090 | 作詞：満梓 作曲：満梓 編曲：池田大介                                   |
| 10th | 2007年5月30日  | ルリハコベ                 | VNCM-6001 | 作詞：スパークリング☆ポイント 作曲：春畑道哉 編曲：小林哲              |

### アルバム
| 枚  | 発売日        | タイトル          | 規格品番                                |
| --- | ------------- | ----------------- | --------------------------------------- |
| 1st | 2005年7月13日 | Sparkling☆Point 1 | GZCA-5067（初回盤） GZCA-5068（通常盤） |
| 2nd | 2006年7月19日 | 太陽〜ティダ〜    | GZCA-5080                               |
| 3rd | 2007年7月4日  | サンキュー!!      | VNCM-9001                               |

### DVD
| 枚  | 発売日        | タイトル                      | 規格品番 |
| --- | ------------- | ----------------------------- | -------- |
| 1st | 2006年11月1日 | SPARKLING☆POINT de SHOW vol.1 |          |

### 参加作品
| 名義              | 発売日        | タイトル  | 規格品番                                | 楽曲制作                                              |
| ----------------- | ------------- | --------- | --------------------------------------- | ----------------------------------------------------- |
| 愛内里菜&三枝夕夏 | 2006年6月13日 | 100もの扉 | GZCA-4070（初回盤） GZCA-4071（通常盤） | 作詞：愛内里菜&三枝夕夏 作曲：大野克夫 編曲：古井弘人 |

## タイアップ
| 曲名                       | タイアップ                                                                |
| -------------------------- | ------------------------------------------------------------------------- |
| Hey Hey Baby! You're NO.1! | テレビ東京系アニメ「モンキーターンV」エンディングテーマ                   |
| So stay together           | テレビ東京系アニメ「モンキーターンV」エンディングテーマ                   |
| Have a good time!          | TBS系「オオカミ少年」2005年2・3月度エンディングテーマ                     |
| トロピカルビーチ           | TBS系「ハナタカ天狗」2005年6・7月度エンディングテーマ                     |
| 毎日アドベンチャー         | テレビ東京系アニメ「メルヘヴン」エンディングテーマ                        |
| 毎日アドベンチャー         | 「MU-GEN」2005年10月度エンディングテーマ                                  |
| 卒業〜虹色DAYS〜           | 関西テレビ系「トミーズのはらぺこ亭」エンディングテーマ                    |
| 卒業〜虹色DAYS〜           | 「MU-GEN」2006年1月度エンディングテーマ                                   |
| 恋の1-2-3                  | Music Japan TV 開局10周年 キャンペーン・ソング                            |
| さよならのかわりに         | FNS九州8局同時ネット「第21回 福岡国際クロスカントリー」エンディングテーマ |
| ルリハコベ                 | 日本テレビ系「スッキリ!!」2007年6月エンディングテーマ                     |